# فایر لاون (نیوجرسی)
فایر لاون (به انگلیسی: Fair Lawn) شهری در ایالت نیوجرسی کشور ایالات متحده آمریکا است که جمعیت آن در سرشماری سال ۲۰۱۰ میلادی، ۳۲٬۴۵۷ نفر بوده‌است.